# Anna van Hogendorp
Jonkvrouw Anna van Hogendorp ('s-Gravenhage, 7 september 1841 - aldaar, 5 maart 1915) was een voorvechtster van vrouwenemancipatie.

## Familie
Van Hogendorp werd geboren in de adellijke familie Van Hogendorp en was een dochter van jurist mr. Dirk (vanaf 1838:) graaf van Hogendorp (1797-1845) en diens volle nicht jkvr. Mariane Catherine van Hogendorp (1805-1878). Zij was een kleindochter van de bekende staatsman Gijsbert Karel van Hogendorp (1762-1834).
Haar vader stierf toen zij nog maar drie en een half jaar oud was waarna haar moeder voor de zeven overlevende (van de acht) kinderen ging zorgen. Haar ouders hoorden tot de kringen van het Haags Réveil waar zij ook alle voormannen van kenden. 

## Activiteiten
In 1847 richtte haar moeder de armenzorgvereniging Vrienden der Armen op. Zij en haar zus Mariane van Hogendorp (1834-1909) raakten daar al in hun vroege jeugd bij betrokken. Na de dood van hun moeder namen de twee zussen de vereniging over. Van Hogendorp richtte zich bovendien op de 'Toevlucht voor Daklooze Vrouwen en Meisjes'.
Ondertussen had zij zich ook verder zelf geschoold en begon zij vanaf 1869 te publiceren. In 1878 verscheen een bundel van haar publicaties, en er verschenen drie biografische schetsen van haar hand. Vervolgens werd zij lid van de Nederlandsche Maatschappij voor Letterkunde (1902) en van het Historisch Genootschap (1909).
1878 was ook het jaar van overlijden van haar moeder; daarna ging zij met twee zussen, Mariane en Wilhelmine (1838-1921) samenwonen aan de Haagse Alexanderstraat.
In 1883 begon de bemoeienis van de zussen Anna en Mariane met de prostitutie, dit naar aanleiding van een in Den Haag gehouden congres van de (toen nog niet zo genoemde) Fédération abolitionniste internationale. In Nederland bestond de Nederlandsche Vereeniging tegen de Prostitutie, opgericht door dominee Hendrik Pierson in 1879. Omdat vrouwen feitelijk geen toegang hadden tot deze vereniging, werd in 1884, mede door contacten met Josephine Butler de Nederlandsche Vrouwenbond tot Verhooging van het Zedelijk Bewustzijn, kortweg de Vrouwenbond genoemd, opgericht. De zussen Van Hogendorp gingen hierin een belangrijke rol spelen. Via pressie op Kamerleden en via publicaties voerden zij de druk op om de positie van vrouwen en van prostituees te verbeteren, en vrouwenhandel te bestrijden.
Ter gelegenheid van de tentoonstelling 'De Vrouw, 1813-1913' verscheen de mede door Anna geredigeerde bundel Van Vrouwenleven, 1813-1913. Ontwikkelingsgang van het leven en werken der vrouw in Nederland en de koloniën.
Slechts enkele jaren later overleed zij.